# Elwro 801AT
Elwro 801AT – komputer opracowany i produkowany pod koniec lat osiemdziesiątych XX wieku przez Elwro z Wrocławia. Pierwsze egzemplarze tego modelu powstały w 1987 roku, natomiast jego prezentacja nastąpiła w 1988 roku na Infosystemie w Poznaniu. Produkcję tego modelu rozpoczęto również w 1988 roku. W swej istocie komputer był klonem komputera IBM PC/AT. W zakładach Elwro opracowano, jako oryginalną konstrukcję, jedynie płytę główną do tego komputera, oznaczoną jako E-801AT. Pozostałe elementy, jak również części elektroniczne do produkcji płyty głównej, były importowane z Tajwanu.
Na 1989 rok planowano wykonanie 4400 ELWRO-801AT, co można porównać z planowanym wykonaniem 6000 Elwro 800 Junior. Sam komputer szeroko reklamowano w prasie, zanim był jeszcze wyprodukowany, nawet gdy data seryjnej produkcji była określana jako przed końcem roku 1987.
Początkowo komputery sprzedawano z klawiaturą firmy WielPOL z Poznania (zbliżona do klawiatury IBM model M). W klawiaturze był procesor Zilog Z80, EPROM 2761, CEMI UCY 74154 oraz inny układ zrobiony z tranzystorów. Klawiatura miała niebieski plastik pomalowany na szaro. Ze względów na bardzo niską jakość i wytrzymałość wyrobu, została zastąpiona modelem Cherry MX3000. Ma ona podobną konstrukcję i takie same nakładki klawiszy, jak klawiatura Elwro 804, która również była produkowana przez WielPOL. Klawiaturę Cherry sprowadzano w zestawach i składano w Elwro.

## Dane techniczne
Dane techniczne Elwro 801AT:
- jednostka centralna[a] :
  - procesor: 80286 6 MHz (później 10 MHz)[b]
  - RAM: 512 KB (później 1 MB)
  - ROM: 64 lub 128 KB
  - karta graficzna: Hercules[c]
  - pamięć masowa:
    - stacje dyskietek: 2 szt. 5,25" (1 szt. – 360 KB i 1 szt. – 1,2 MB)
    - dysk twardy: 20 MB[d]

  - zasilacz: o mocy 200W
- monitor: monochromatyczny produkcji Polkolor

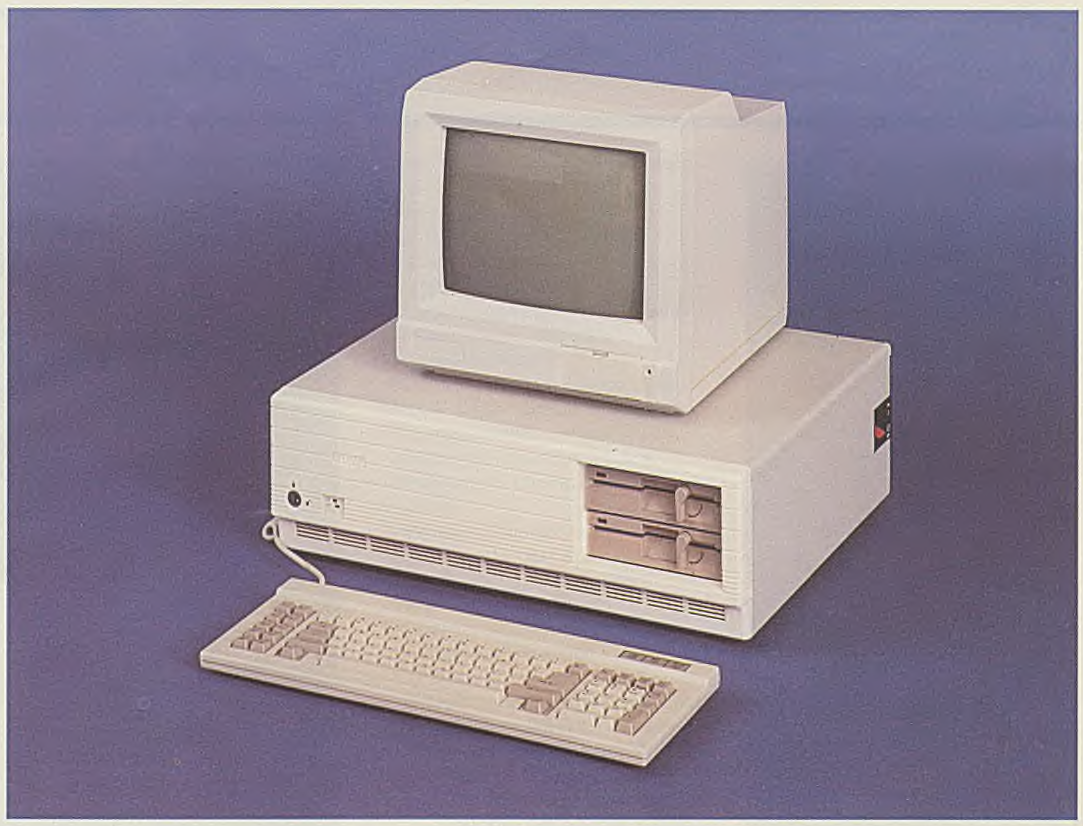
Elwro 801 AT, widoczny włącznik

- klawiatura: MM-12 – 84 klawisze
- system operacyjny: MS-DOS 3.3